# Brian Mast
Brian Jeffrey Mast, född 10 juli 1980 i Grand Rapids i Michigan, är en amerikansk politiker (republikan). Han är ledamot av USA:s representanthus sedan 2017 och ordförande i representanthusets utrikesutskott sedan 2025.
Mast gick i skola i South Christian High School i Grand Rapids och studerade sedan vid Palm Beach Atlantic University, American Military University och Harvard Extension School. Han tjänstgjorde i USA:s armé från och med år 2000 och arbetade sedan som analytiker vid National Nuclear Security Administration 2011–2012.